# Heinrich Alexander Pagenstecher
Heinrich Alexander Pagenstecher (18 mars 1825, Elberfeld - 4 janvier 1889, Hambourg) est un zoologiste allemand.

## Biographie
Fils de Heinrich Carl Alexander Pagenstecher (de), il étudie la médecine aux universités de Göttingen, Heidelberg et Berlin et poursuit ses études à Paris. Après avoir obtenu son diplôme, il travaille comme médecin dans sa ville natale, Elberfeld (1847), comme médecin spécialiste des cures thermales à Salzbrunn (1848-1849) et comme médecin généraliste à Barmen (1849). En 1856, il obtient son habilitation en obstétrique à l'université de Heidelberg. 
En raison d'une blessure grave à deux doigts, il s'estime impropre à la chirurgie et à l'obstétrique et se tourne de fait vers la zoologie. En 1863, il est nommé professeur associé de zoologie et de paléontologie, ainsi que directeur de l'institut de zoologie de Heidelberg, où il obtient en 1866 une chaire à part entière. En 1882, il est nommé directeur du musée d'histoire naturelle de Hambourg. 
L'espèce herpétologique Pseudomoia pagenstecheri est nommée en son honneur.

## Publications
- Trematodenlarven und Trematoden   : Helminthologischer Beitrag, 1857 – larves trematodes et trématodes, une contribution helminthologique.
- Untersuchungen über niedere Seetiere, 1858 (avec Rudolf Leuckart )[3]; traduit en anglais et publié sous le titre "Recherches sur certains animaux marins inférieurs" (1859)[4].
- Beiträge zur Anatomie der Milben (2 volumes, 1860-1861) – Contributions à l'anatomie de l'acarien.
- Die ungeschlechtliche Vermehrung der Fliegenlarven, 1864 – Propagation asexuée des larves de mouche.
- Die Trichinen; nach Versuchen im Auftrage des Grossherzoglich Badischen Handelsministeriums ausgeführt am Zoologischen Institute à Heidelberg, 1866 (avec Christian Joseph Fuchs) – Trichinose ; selon des tests effectués pour le compte du département du commerce du Grand-Duché de Bade à l'Institut de zoologie de Heidelberg.
- Allgemeine zoologie, oder Grundgesetze des thierischen baus und lebens (4 volumes, 1875–81) – Zoologie générale ; lois fondamentales de la structure animale et de la vie[5].